# Distretto di Zhańaarqa
Il distretto di Zhańaarqa (in kazako: Жаңаарқа ауданы) è un distretto (audan) del Kazakistan con capoluogo Atasu.